# ジョン・ジェラード (イエズス会)
ジョン・ジェラード（John Gerard、1564年10月4日 - 1637年7月27日）は、イングランドのイエズス会の神父。ランカシャーのアシュトン・イン・メイカーフィールドの貴族ジェラード家の出身。カトリック教徒が迫害を受けていたエリザベス朝時代において12歳からフランドル地方やフランスに留学するなどし、やがてカトリック教会の元で神学を学び、イエズス会の神父となる。イングランドでの伝道活動のため故国に潜入し、一度大陸に戻るが、再び1588年から1605年までイングランドで死の危険と隣り合わせになりながら多くのイングランド人をカトリックに転向させるなど、潜伏生活を続けた。この期間中の1594年には当局に逮捕され、ロンドン塔に収監されて激しい拷問を受けるが耐え、1597年10月4日に脱獄を果たした。
1605年に発覚した火薬陰謀事件において自身は関与していなかったが、犯人たちの何名かが知人であったことや、犯人の一人トマス・ベイツが嘘の自白をしたことから、イエズス会を陰謀の首謀者としたい当局の思惑により大逆罪で指名手配される。潜伏期間中には自らの無実を訴えるビラをロンドンにばら撒くなどして容疑を否認したが、最終的には翌1606年にイングランドからの脱出を果たす。大陸に逃れた後もイエズス会の活動を続け、上層部の命令を受けてイングランドでの潜伏生活の様子を綴った自伝も書いた。そして1637年7月27日に73歳でローマのイングリッシュ・カレッジ神学校にて死去した。

## 出自
1564年10月4日、ランカシャー、アシュトン・イン・メイカーフィールドのブリンのトマス・ジェラード卿とダービーシャーのジョン・ポート卿の娘で共同相続人であるエリザベスの次男として生まれた。1569年、ジョン・ジェラードが5歳のとき、父親はスコットランド女王メアリーをタットベリー城から救出することを企てた罪で投獄された。1571年に釈放されるが、これは当時の法務長官ギルバート・ジェラードが従兄弟であったことが関係している可能性がある。この間、ジョンは弟と共にプロテスタントの親戚に預けられていたが、父親はカトリックの家庭教師を手配していた。
1577年8月、12歳になったジョンは、フランドルのドゥエーにあったイングリッシュ・カレッジに留学し、翌年3月にはランスに移った。15歳になると、オックスフォード大学のエクセター・カレッジに1年間留学した。その後、家庭教師のLeutner（エドモンド・ルークノア、ジェームズ1世の儀典長を務めたルイス・ルークノア卿の弟）のもとで、約1年間ギリシャ語とラテン語を自宅で学んだ。その後、パリにあるイエズス会のクレルモン・カレッジ（現在のリセ・ルイ＝ル＝グラン）に進学。そこで数か月間、病気と療養を繰り返した後、1581年後半にルーアンに行き、イエズス会神父のロバート・パーソンズに出会った。

## 最初の任務
ジェラードは旅行許可証を持たずにクレルモンに向かったため、イングランドに戻るとドーバーに上陸したところで税関職員に逮捕された。仲間はロンドンに送られたが、彼はプロテスタントの義理の息子に預けられて釈放された。しかし、3ヶ月経ってもイングランド国教会の礼拝に出席しなかったため、マーシャルシー監獄に収監された。ウィリアム・ハートリー、スティーブン・ロウシャム、ジョン・アダムス、ウィリアム・ビショップらと一緒に、1年余りを過ごしたという。1585年の春、カトリック教徒であるスコットランド女王メアリーの解放計画に関与したことで、後に反逆罪で処刑されたアンソニー・バビントンが、ジェラードの釈放を保証するために保釈金を支払った。

## 次の任務

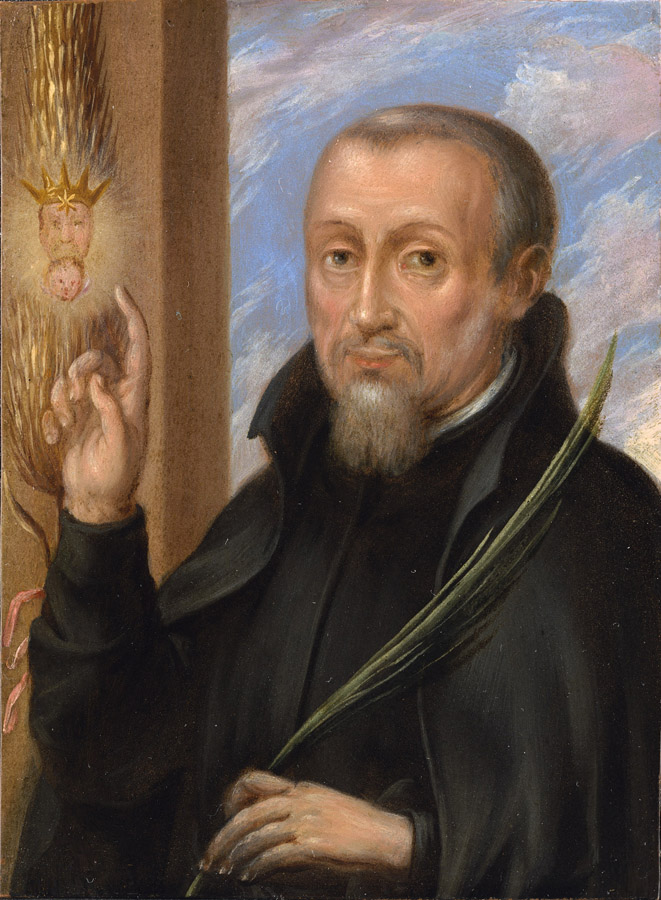
イエズス会のイングランド布教の現地責任者でジェラードの上司であったヘンリー・ガーネット神父。

その後、ジェラードがローマに赴くとイエズス会を代表してイングランドでの別の任務を与えられた。スペイン艦隊の敗北（アルマダの海戦）から3か月後の1588年11月、ジェラードは同僚エドワード・オールドコーンと共にノーフォークに上陸し、イングランドのカトリック教徒を支援する任務を開始した。
ノリッジに向かうと、そこで熱心なカトリック教徒であるグリムストンの荘園領主エドワード・イェルバートンと出会った。当時はトンプソンと名乗っていたジェラードは、馬による2日間の旅を経て、キングズ・リンの東8マイルにあるグリムストンの荘園（マナーハウス）に、名誉ある客として迎えられ、腰を落ち着けた。大きな危機にさらされていたものの、ハンバー川以南においてはここが最も安全だと考えられていた。ジェラードには人を魅了する不思議な雰囲気があり、まだ24歳にもかかわらず、ウォルポール家やウッドハウス家など、紹介された近隣の名家の者たちにもかなりの影響力を持った。
グリムストンでの滞在は7、8ヶ月に及び、その後はベリー・セントエドマンズの近くにあるローシャルにしばらく滞在した。最終的にはイングランドにおけるイエズス会の長であるヘンリー・ガーネット神父の下に連れて行かれた。彼はすぐにカトリックの地下組織で人気者になった。彼は疑われないように立派な表向きのイメージを身に着けていた。
ジェラードは変装に長け、ファッショナブルな服装や賭け事に精通しているなど、非常に世俗的な印象を与えた。彼は当局の目から逃れるために、高さ1メートル、幅0.5メートルほどの聖職者の巣穴（隠れ部屋）に何度も隠れたことも記している。1591年にはウィリアムとジェーン・ワイズマンが所有するブラドックスのワイズマン家付の司祭となった。ジェーンはウィリアムの母で未亡人であり、ジェラードは彼女を説得して自分と教誨師のための新しい家をブロックスという偽名で作ってもらい、ここをカトリックと神父を保護する新しい拠点とした。

## 逮捕と拷問
1594年4月23日、ついにジェラードは、ニコラス・オーウェンと共にロンドンで逮捕された。
裁判で有罪となったジェラードは、カンプター（当時の小規模な刑務所の総称）の1つポウルトリー・カンプター（Poultry Compter）に投獄された。その後、クリンク監獄に移送され、ここで同様に投獄されてきたイングランドのカトリック教徒と定期的に会うことができた。こうした活動のために、次にロンドン塔のソルト・タワーに移送され、尋問や地下牢の壁に鎖で吊るされるなどの拷問を受けた。
拷問官の目的は、ヘンリー・ガーネットを逮捕すべく、彼の滞在先を特定することにあった。しかし、ジェラードは他者を巻き込むような質問には答えず、名前も出さなかった。塔の記録が証明しているように、彼は決して自分は恥知らずではないと主張していた。
ヘンリー・ガーネットはジェラードについて以下のように書いている。

## ロンドン塔からの脱獄

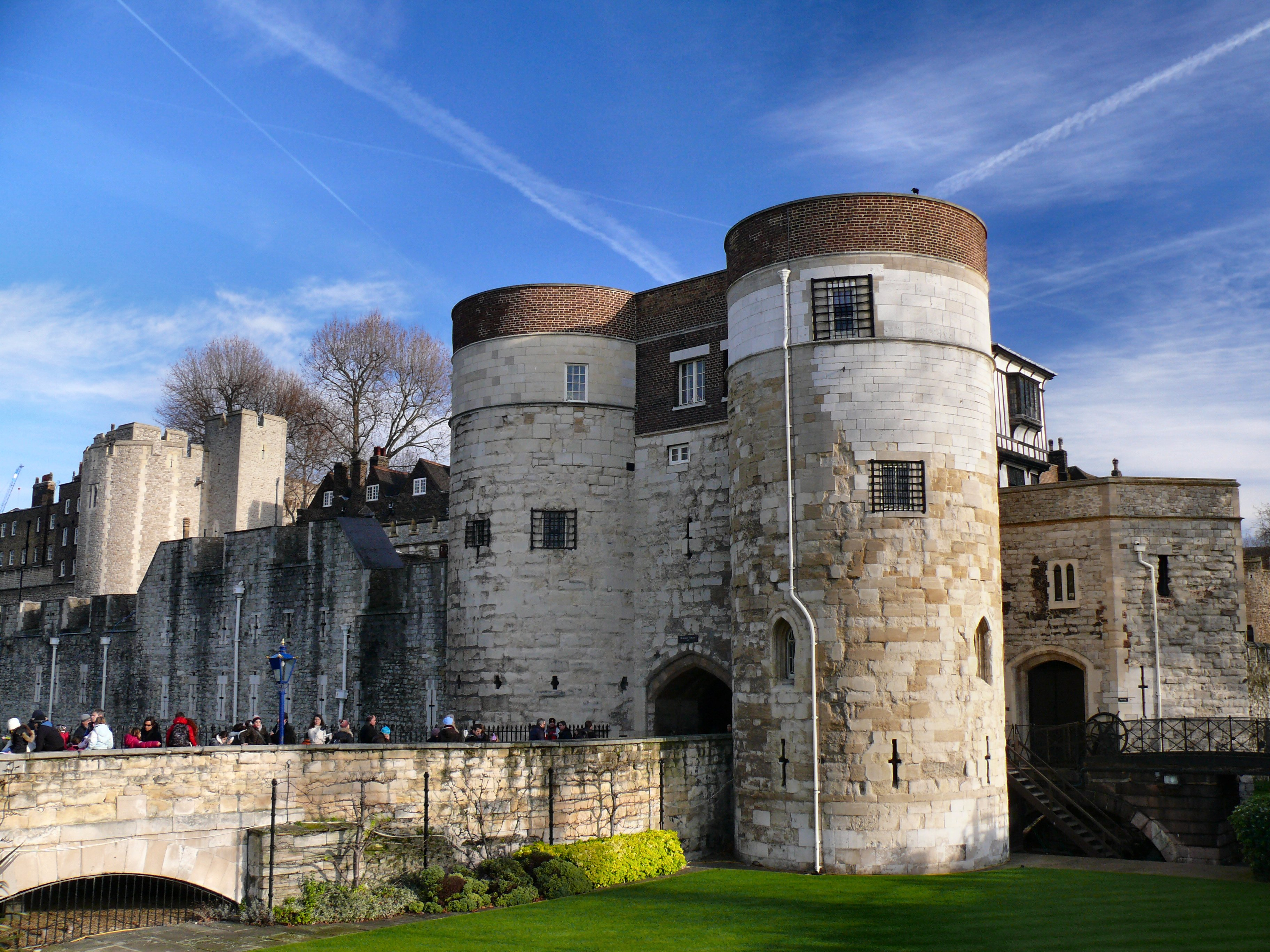
ロンドン塔の正面入口。

ジェラードの逸話で最も有名なものはロンドン塔からの脱獄であり、これはニコラス・オーウェンが起こしたものだと考えられている。
ジェラードはカトリック地下組織の仲間の助けを借りて、1597年10月4日の夜、ジョン・アーデンとともに、塔の堀に張られたロープで脱出した。
ジェラードの腕は拷問によって滅茶苦茶（mangle）であったにもかかわらず、無事に降りることができた。加えて親しくなった看守（ガオラー）についても、囚人の脱獄の責任を問われることになるであろうため、彼の脱走の手配を行った。看守と親しくなったのは、脱獄が可能な時に、それをさらに有利な状況にするためではないかと推測されている。
脱獄直後、彼はヘンリー・ガーネット、ロバート・ケイツビーに連れられ、アクスブリッジに向かった。その後、ジェラードはノーサンプトンシャーのウェリングバラの近くにあるハローデンのエリザベス・ヴォークスの家に匿われた。
この拠点で司祭としての活動を続け、エバラード・ディグビー（後の火薬陰謀事件のメンバーの一人）を始めとする多くの人々をカトリックに転向させた。

## 火薬陰謀事件と後半生
1603年、カトリックに対し苛烈な政策をとったエリザベス女王が亡くなり、スコットランド王ジェームズ6世が、ジェームズ1世として後を継ぐことが決まった。イングランドにおけるイエズス会の要人であるヘンリー・ガーネット神父含めて、多くのカトリック教徒はジェームズが自分たちに寛容な政策を行うと期待した。しかし、1604年初頭には司祭の国外追放や国教忌避者に対する罰金が再開され、カトリック教徒達に失望が広がった。その一人である過激派のロバート・ケイツビーは議会開会式にて議場を爆破してジェームズ及び政府要人をまとめて暗殺し、また同時にミッドランズ地方で反乱を起こしてカトリックの傀儡君主を立てることを計画した（火薬陰謀事件）。
ジェラードは1597年の脱獄から8年にわたってイングランド人を相手に宣教を続けたが、イングランドでの伝道活動のためのイエズス会士を養成するため大陸に戻るよう命令を受けた。この頃、火薬陰謀事件が発覚し（1605年11月4日深夜）、この時にケイツビーの使用人で犯人一味の1人であったトマス・ベイツが逮捕後の尋問において、陰謀にはジェラードほか、ヘンリー・ガーネットやオズワルド・テシモンドといったイエズス会士が関わっていると自白した。このためイングランド当局は実際の犯人たち以外にもジェラードらイエズス会士3人も指名手配した。さらにイエズス会を締め付ける思惑から、イエズス会がこの陰謀の主犯とし、1906年1月26日の裁判では容疑者不在の状態でジェラード、ガーネット、テシモンドが当事者らより先に名前が挙げられた。
ジェラードは事件とは無関係であったが、首謀者のケイツビーを始め、その犯人たちの多くとは面識があった。特に1604年5月に、中心メンバー5人がロンドンの宿屋で最初の会合を開いた際には、たまたま別室におり、計画のことは知らずに5人に聖餐（ミサ）を行っていた。また、計画も終盤に一味に入ったエバラード・ディグビーは先述の通り、ジェラードがカトリックに転向させた者であり、互いに「兄弟」と呼び合うほど親しい仲であった。計画実行日（11月5日）の3日前にも、計画準備に追われていたディグビーの邸宅を訪れており、その際の不穏な様子から何が起こっているかを尋ねたが、はぐらかされてしまっていた。
指名手配直後からジェラードは再びハローデンに滞在し、聖職者の巣穴に身を隠した。9日間に及ぶ家宅捜査の期間中、自身の無実を訴える公開書簡をしたため、そのコピーをロンドンの街中にばらまくように依頼し、ベイツの告白内容を否定し、容疑を否認した。裁判があった1月26日には偶然にもガーネットが見つかり逮捕されてしまったがジェラードは逃れられた。
その後、いったんロンドンに向かい、エリザベス・ヴォークスからの資金援助を受けてスペイン大使の従者に変装してイングランドからの脱出を果たした。偶然にもその日（5月3日）は捕まったヘンリー・ガーネットが処刑された日でもあった。
その後、ヨーロッパでイエズス会の活動を続け、イエズス会の上層部の命令で自伝を書いた。これは後の1951年に英訳版『The Autobiography of a Hunted Priest』として出版され、エリザベス朝時代のカトリック司祭の危険な潜伏生活を伝える貴重な一次資料となっている。1637年、73歳でローマのイングリッシュ・カレッジ神学校で死去した。

## 著作
- The Autobiography of a hunted priest (trans. from Latin to English by Philip Caraman), San Francisco, Ignatius Press, 2012, ISBN 978-1-58617-450-7